# Анрі-Огюст Барб'є
Анрі-Огю́ст Барб'є́ (28 квітня 1805 — 13 лютого 1882) — французький поет.
Вірші на тему  Липневої революції, написані за зразком ямбів Андре Шеньє, були зібрані Барб'є в дебютну збірку «Ямби» («Jambes», 1831), що мав величезний успіх не тільки в революційно налаштованих колах французької інтелігенції, а й за межами Франції, зокрема в Росії. Далі за «ямбами» були збірки віршів «Сільви» (Silves, 1864), «Сатири» (Satires, 1868), «Героїчні рими» (Rimes héroiques), а також драматичні етюди, проза, переклади з Шекспіра,  Колріджа та ін. (зб. «Chez les poètes») не додали нічого до слави, яку Барб'є завоював своїми першими віршами. Співавтор лібрето опери  Г. Берліоза «Бенвенуто Челліні» (1838). З 1869 член  Французької академії.
Поезію Барб'є цінували  Лермонтов і особливо поети-петрашевці.